# Vassonville
Vassonville és un municipi francès situat al departament del Sena Marítim i a la regió de Normandia. L'any 2007 tenia 387 habitants.

## Demografia

### Població
| Evolució de la població |      |      |      |      |      |      |      |      |
| 1793                    | 1800 | 1806 | 1821 | 1831 | 1836 | 1841 | 1846 | 1851 |
| 350                     | 305  | 312  | 354  | 341  | 342  | 337  | 362  | 355  |

| 1856 | 1861 | 1866 | 1872 | 1876 | 1881 | 1886 | 1891 | 1896 |
| ---- | ---- | ---- | ---- | ---- | ---- | ---- | ---- | ---- |
| 347  | 360  | 363  | 331  | 321  | 309  | 294  | 337  | 310  |

| 1901 | 1906 | 1911 | 1921 | 1926 | 1931 | 1936 | 1946 | 1954 |
| ---- | ---- | ---- | ---- | ---- | ---- | ---- | ---- | ---- |
| 325  | 311  | 310  | 274  | 308  | 295  | 280  | 344  | 345  |

| 1962 | 1968 | 1975 | 1982 | 1990 | 1999 | 2006 | 2011 | 2016 |
| ---- | ---- | ---- | ---- | ---- | ---- | ---- | ---- | ---- |
| 256  | 294  | 272  | 277  | 307  | 329  | -    | -    | -    |

| 2019 | - | - | - | - | - | - | - | - |
| ---- | - | - | - | - | - | - | - | - |
| -    | - | - | - | - | - | - | - | - |

El 2007 la població de fet de Vassonville era de 387 persones. Hi havia 127 famílies de les quals 16 eren unipersonals (4 homes vivint sols i 12 dones vivint soles), 37 parelles sense fills i 74 parelles amb fills.
La població ha evolucionat segons el següent gràfic:
Habitants censats

### Habitatges
El 2007 hi havia 143 habitatges, 129 eren l'habitatge principal de la família, 9 eren segones residències i 5 estaven desocupats. 137 eren cases i 1 era un apartament. Dels 129 habitatges principals, 113 estaven ocupats pels seus propietaris, 13 estaven llogats i ocupats pels llogaters i 2 estaven cedits a títol gratuït; 1 tenia dues cambres, 8 en tenien tres, 38 en tenien quatre i 81 en tenien cinc o més. 97 habitatges disposaven pel capbaix d'una plaça de pàrquing. A 60 habitatges hi havia un automòbil i a 58 n'hi havia dos o més.

### Piràmide de població
La piràmide de població per edats i sexe el 2009 era:
| Homes | Edats   | Dones |
| ----- | ------- | ----- |
| 0     | 95 o +  | 0     |
| 0     | 90 a 94 | 0     |
| 0     | 85 a 89 | 0     |
| 4     | 80 a 84 | 0     |
| 4     | 75 a 79 | 4     |
| 8     | 70 a 74 | 4     |
| 0     | 65 a 69 | 8     |
| 12    | 60 a 64 | 4     |
| 12    | 55 a 59 | 8     |
| 16    | 50 a 54 | 4     |
| 4     | 45 a 49 | 20    |
| 24    | 40 a 44 | 24    |
| 16    | 35 a 39 | 8     |
| 4     | 30 a 34 | 4     |
| 4     | 25 a 29 | 4     |
| 20    | 20 a 24 | 4     |
| 36    | 15 a 19 | 16    |
| 12    | 10 a 14 | 8     |
| 4     | 5 a 9   | 12    |
| 0     | 0 a 4   | 4     |

## Economia
El 2007 la població en edat de treballar era de 248 persones, 197 eren actives i 51 eren inactives. De les 197 persones actives 167 estaven ocupades (96 homes i 71 dones) i 29 estaven aturades (13 homes i 16 dones). De les 51 persones inactives 10 estaven jubilades, 22 estaven estudiant i 19 estaven classificades com a «altres inactius».

### Ingressos
El 2009 a Vassonville hi havia 140 unitats fiscals que integraven 389,5 persones, la mediana anual d'ingressos fiscals per persona era de 18.261 €.

### Activitats econòmiques
Dels 6 establiments que hi havia el 2007, 1 era d'una empresa de fabricació d'altres productes industrials, 3 d'empreses de construcció i 2 d'empreses de comerç i reparació d'automòbils.
Dels 4 establiments de servei als particulars que hi havia el 2009, 1 era un taller de reparació d'automòbils i de material agrícola, 1 fusteria i 2 electricistes.
L'únic establiment comercial que hi havia el 2009 era una floristeria.
L'any 2000 a Vassonville hi havia 12 explotacions agrícoles que ocupaven un total de 504 hectàrees.

## Equipaments sanitaris i escolars
El 2009 hi havia una escola elemental integrada dins d'un grup escolar amb les comunes properes formant una escola dispersa.

## Poblacions més properes
El següent diagrama mostra les poblacions més properes.